# South Wales (circonscription du Parlement européen)
South Wales était une circonscription du Parlement européen couvrant une partie du sud du pays de Galles y compris la city de Swansea.
Avant l’adoption uniforme de la représentation proportionnelle en 1999, le Royaume-Uni utilisait le système uninominal à un tour pour les élections européennes en Angleterre, en Écosse et au pays de Galles. Les conscriptions du Parlement européen utilisées dans ce système étaient plus petites que les circonscriptions régionales les plus récentes et ne comptaient chacune qu'un seul membre au Parlement européen.
La circonscription a été remplacée par la majeure partie de South Wales Central et une partie de South Wales West en 1994.
Le siège est devenu une partie de la circonscription beaucoup plus grande du Pays de Galles en 1999.

## Limites
1979-1984: Aberavon, Barry, Cardiff North, Cardiff North West, Cardiff South East, Cardiff West, Neath, Ogmore, Pontypridd.
1984-1994: Aberavon, Bridgend, Cardiff Central, Cardiff North, Cardiff South and Penarth, Cardiff West, Ogmore, Pontypridd, Vale of Glamorgan.

## Membre du Parlement européen
| Élection                    | Élection | Portrait | Membre        | Parti        |
| --------------------------- | -------- | -------- | ------------- | ------------ |
|                             | 1979     |          | Win Griffiths | Travailliste |
|                             | 1989     |          | Wayne David   | Travailliste |
| 1994 circonscription abolie |          |          |               |              |